# Bay City (Oregon)
Bay City és una població dels Estats Units a l'estat d'Oregon. Segons el cens del 2007 tenia 1.230 habitants.

## Demografia
Segons el cens del 2000, Bay City tenia 1.149 habitants, 493 habitatges, i 336 famílies. La densitat de població era de 349,3 habitants per km².
Dels 493 habitatges en un 24,3% hi vivien nens de menys de 18 anys, en un 58,6% hi vivien parelles casades, en un 6,9% dones solteres, i en un 31,8% no eren unitats familiars. En el 26,4% dels habitatges hi vivien persones soles l'11,8% de les quals corresponia a persones de 65 anys o més que vivien soles. El nombre mitjà de persones vivint en cada habitatge era de 2,33 i el nombre mitjà de persones que vivien en cada família era de 2,81.
Per edats la població es repartia de la següent manera: un 20,3% tenia menys de 18 anys, un 6,6% entre 18 i 24, un 26,5% entre 25 i 44, un 27,5% de 45 a 60 i un 19,1% 65 anys o més.
L'edat mediana era de 43 anys. Per cada 100 dones de 18 o més anys hi havia 95,7 homes.
La renda mediana per habitatge era de 33.375$ i la renda mediana per família de 41.563$. Els homes tenien una renda mediana de 33.558$ mentre que les dones 21.827$. La renda per capita de la població era de 18.731$. Aproximadament el 9,1% de les famílies i el 12,4% de la població estaven per davall del llindar de pobresa.

## Poblacions més properes
El següent diagrama mostra les poblacions més properes.